# پایه تلسکوپ

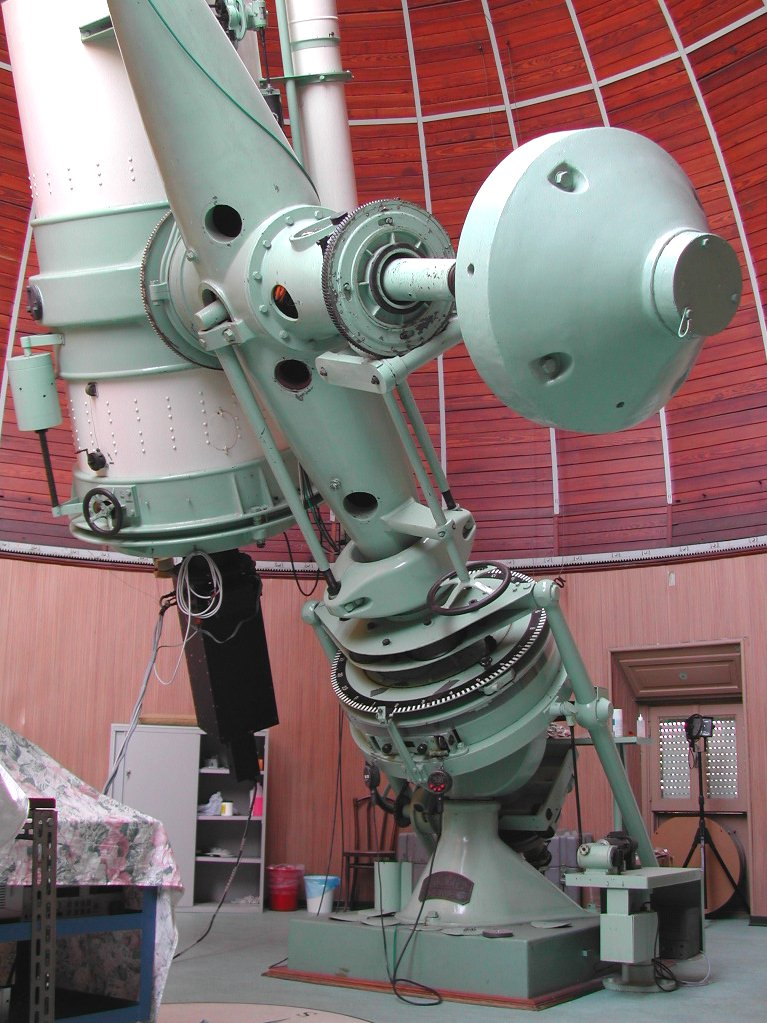
1 meter Zeiss telescope at Merate Astronomical Observatory, Merate (LC), Italy. (South support)

پایه تلسکوپ یا نصب (انگلیسی: Telescope mount) یک ساختار مکانیکی است که از تلسکوپی که بر روی آن نصب می‌شود پشتیبانی می‌کند. پایه‌های تلسکوپ به گونه‌ای طراحی شده‌اند که بتوانند جرم تلسکوپی را که برای آن طراحی شده‌اند پشتیبانی کنند و امکان نشانه‌گیری دقیق ابزار را فراهم می‌کنند. در طی سال‌های اخیر انواع مختلفی از پایه‌های تلسکوپ ساخته شده‌اند که بیشترین تلاش آن‌ها برای سیستم‌هایی است که می‌توانند حرکت ستارگان ثابت را هنگام چرخش زمین ردیابی کنند.

## نصب‌های ثابت
تلسکوپ‌های ثابت کاملاً در یک موقعیت ثابت هستند، مانند تلسکوپ‌های زنیت که فقط مستقیم به سمت بالا قرار دارند و آنتن شیپوری رادیویی ثابت ستاره سبز رصدخانه رادیو نجوم ملی برای مشاهدهٔ ذات الکرسی آ (|کاسیوپیا A) ساخته شده‌است.